# Abbaye de Poblet
L’abbaye de Poblet (en espagnol : Real Monasterio de Santa María de Poblet ; en catalan : Reial Monestir de Santa Maria de Poblet) est une abbaye cistercienne située dans la Conca de Barberà, plus précisément à Vimbodí i Poblet, en Catalogne. Poblet abrite un impressionnant ensemble architectural, parmi les plus grands d'Europe. Il abrite en particulier le plus grand monastère d'Europe encore habité. Depuis le Moyen Âge, le site est un symbole majeur de la couronne d'Aragon et des territoires qui en dépendaient.
À partir du règne de Pierre le Cérémonieux au XVe siècle, il sert de panthéon des rois d'Aragon, bien qu'il abrite des tombes plus anciennes, ainsi que des personnes de la même famille, et d'autres nobles.
Après la visite du roi Alphonse XIII, l'abbaye est déclarée monument national par le gouvernement espagnol. En 1991, il est déclaré patrimoine de l'Humanité par l'UNESCO.
En 2005, il reçoit la croix de Saint-Jordi de la Généralité de Catalogne « par le rôle important qu'il a eu dans l'histoire de la Catalogne depuis le XIIe siècle, quand, avec l'apparition de l'ordre cistercien, il devient un élément spirituel de la Couronne d'Aragon, en devenant le siège principal des tombes royales. »

## Historique

### Fondation
Le monastère de Sainte-Marie de Poblet est fondé à l'initiative du comte Raimond-Bérenger IV de Barcelone, qui donne en 1151 aux moines cisterciens de Fontfroide une terre, tout juste reconquise sur l'occupant arabe, sur laquelle ils vont bâtir leur abbaye.

### Au Moyen Âge
Les débuts sont modestes. Comme toutes les abbayes cisterciennes, celle de Poblet est fondée par un groupe de douze moines, sans compter le nouvel abbé. Ils construisent dans ce qui est aujourd'hui la partie orientale de la clôture un premier monastère, d'architecture romane, dont quelques restes subsistent. Rapidement, cependant, la faveur des rois d'Aragon vaut une prospérité croissante au monastère. En 1166 commence la création du monastère actuel, beaucoup plus ambitieuse ; en effet, la communauté compte déjà entre 80 et 100 moines.
Le monastère connait son apogée au XIVe siècle. À cette époque, les biens possédés par l'abbaye s'étendent du piémont pyrénéen catalan jusqu'au nord de Valence. Par ailleurs, la bibliothèque de l'abbaye est particulièrement renommée, contenant encore aujourd'hui le manuscrit de la Crònica de Jacques Ier le Conquérant, datant du XIVe siècle.

### Fermeture auXIXesiècle
Le désamortissement de Mendizábal ferme le monastère en 1835. Durant la fermeture, le monastère et en particulier les tombes royales sont endommagées voire profanées. Les terres sont vendues aux enchère et la dégradation transforme l'abbaye en ruine jusque vers 1921. À partir de cette date, une prise de conscience de la valeur patrimoniale de Poblet se fait. L'abbaye est déclarée monument historique à cette date ; une restauration commence à partir de 1930.

### Nouvelle communauté cistercienne
En 1940, une communauté cistercienne s'installe à nouveau dans les bâtiments. Elle forme la tête de la congrégation cistercienne d'Aragon, une des deux congrégations cisterciennes espagnoles de la commune observance. La congrégation d'Aragon est installée dans trois abbayes masculines et trois féminines. En 2005, la communauté monastique de Poblet compte trente-deux moines.

### Restauration
À partir de 1940, la restauration du site commence, sous la direction de l'architecte Eduard Toda (es). Elle s'accélère en 1978 grâce à l'implication de Josep Tarradellas i Joan, tout en restant dans l'esprit de la restauration initiale de Toda, sous la direction de Joan Bassegoda i Nonell. À partir de 1990, sous la direction de Lluís Nadal, la restauration change d'esprit et modifie certaines décisions prises auparavant, ce qui ne fait pas l'unanimité.

## L'abbaye
Le plan de l'abbaye est inhabituel puisque les bâtiments conventuels sont situés, non pas au sud, mais au nord (à gauche de la nef) de l'église abbatiale.

### L'église abbatiale
L'église construite en 1166 est très vaste, à cause de la taille de la communauté monastique. Elle est construite suivant une architecture romane dans laquelle les techniques gothiques, comme la croisée d'ogives, commencent à apparaître, notamment dans les bas-côtés et le déambulatoire. La forme cistercienne traditionnelle n'est pas entièrement respectée, avec l'absence d'un chevet plat remplacé par une abside autour de laquelle court un déambulatoire.

#### Mobilier
Damián Forment a sculpté un retable particulièrement renommé derrière le maître-autel.

#### La nécropole d'Aragon
Plusieurs rois d'Aragon sont enterrés à l'abbaye de Poblet.
Le premier à y avoir eu sa sépulture est Alphonse II le Chaste, mort en 1196. Le suivant fut Jacques Ier le Conquérant, mort en 1276. 
Le souverain suivant qui est enterré à Poblet est Pierre IV le Cérémonieux, mort en 1387. Le fils de ce dernier, Jean Ier le Chasseur (mort en 1395), gît également dans l'abbaye, en compagnie de son épouse, Yolande de Bar (morte en 1431), ainsi que le frère de Jean, Martin Ier dit l'Humain ou le Vieux (mort en 1410). Ferdinand Ier le Juste (mort en 1416) est aussi enterré dans l'abbatiale, ainsi que son épouse Éléonore d'Albuquerque et ses fils, Alphonse V le Magnanime (mort en 1458) et Jean II d'Aragon (mort en 1479), ainsi que l'épouse de ce dernier, Jeanne Enríquez, morte en 1468.
Les tombes quittent l'abbaye en 1835, pendant la période du désamortissement, pour la réintégrer en 1952.

### Le cloître
Le cloître de Poblet est particulièrement vaste (quarante mètres de longueur sur trente-cinq de largeur), et mêle, comme l'abbatiale, les styles roman et gothique.

## Classement et protection
L'abbaye fait l’objet d’un classement en Espagne au titre de bien d'intérêt culturel depuis le 13 juillet 1921.
Les environs de l'abbaye font l’objet d’une demande de classement en Espagne au titre de bien d'intérêt culturel en tant qu'ensemble historique depuis le 28 avril 1980.
Le site fait également l’objet d’un classement en Espagne au titre de bien d'intérêt culturel en tant que site historique depuis le 9 novembre 1984.
Depuis 1991, l'abbaye de Poblet est inscrite au Patrimoine mondial de l'Unesco. Elle constitue « l'une des plus grandes et des plus achevées des abbayes cisterciennes. Elle entoure son église qui fut bâtie au XIIe siècle. Associée à une résidence royale fortifiée et abritant le panthéon des rois de Catalogne et d'Aragon, elle impressionne par sa majestueuse sévérité. ».
Par ailleurs, la grange de l'abbaye de Poblet, située à Castellserà (comarque d'Urgell, province de Lérida) fait l’objet d’un classement en Espagne au titre de bien d'intérêt culturel depuis le 26 août 2001,.

## Galerie

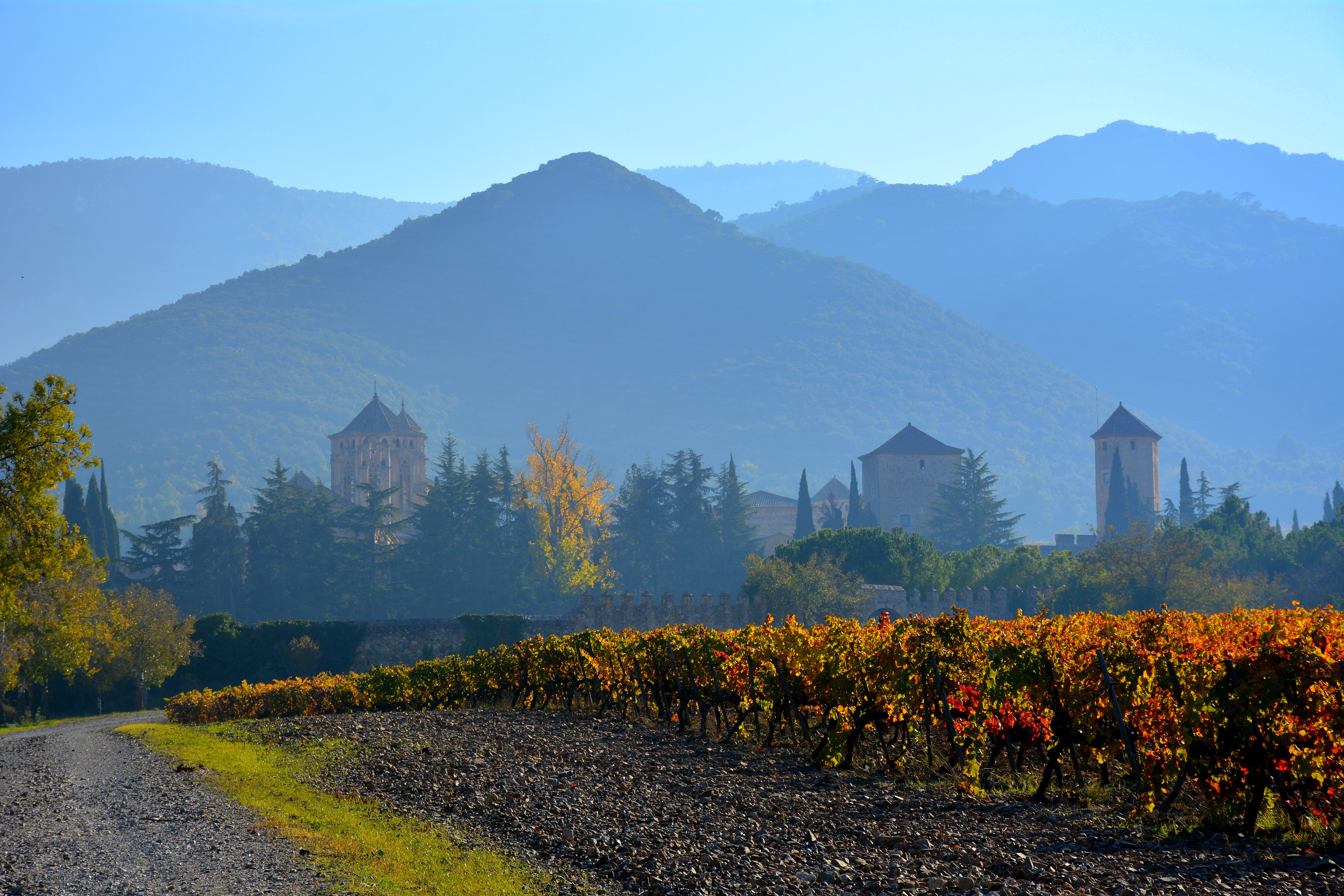
Paysage d'automne à Poblet.
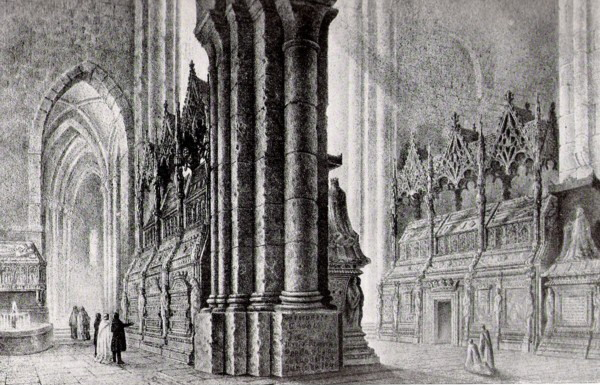
Panteons de Poblet (intérieur de l'abbaye de Poblet), lithographie de Francisco Javier Parcerisa dans Recuerdos y bellezas de España (es) (volume sur la principauté de Catalogne, 1839).
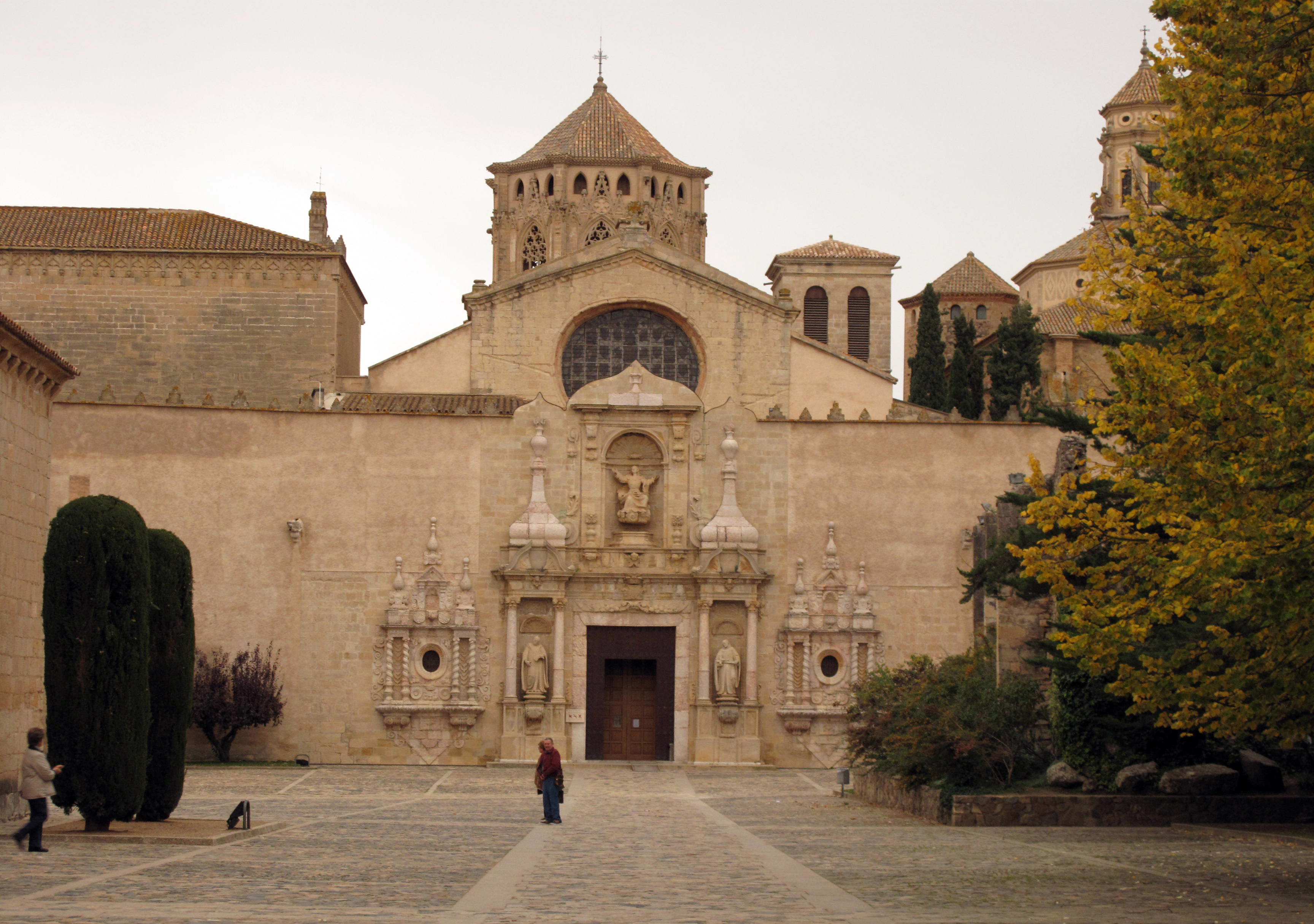
La façade de l'église abbatiale de Poblet.
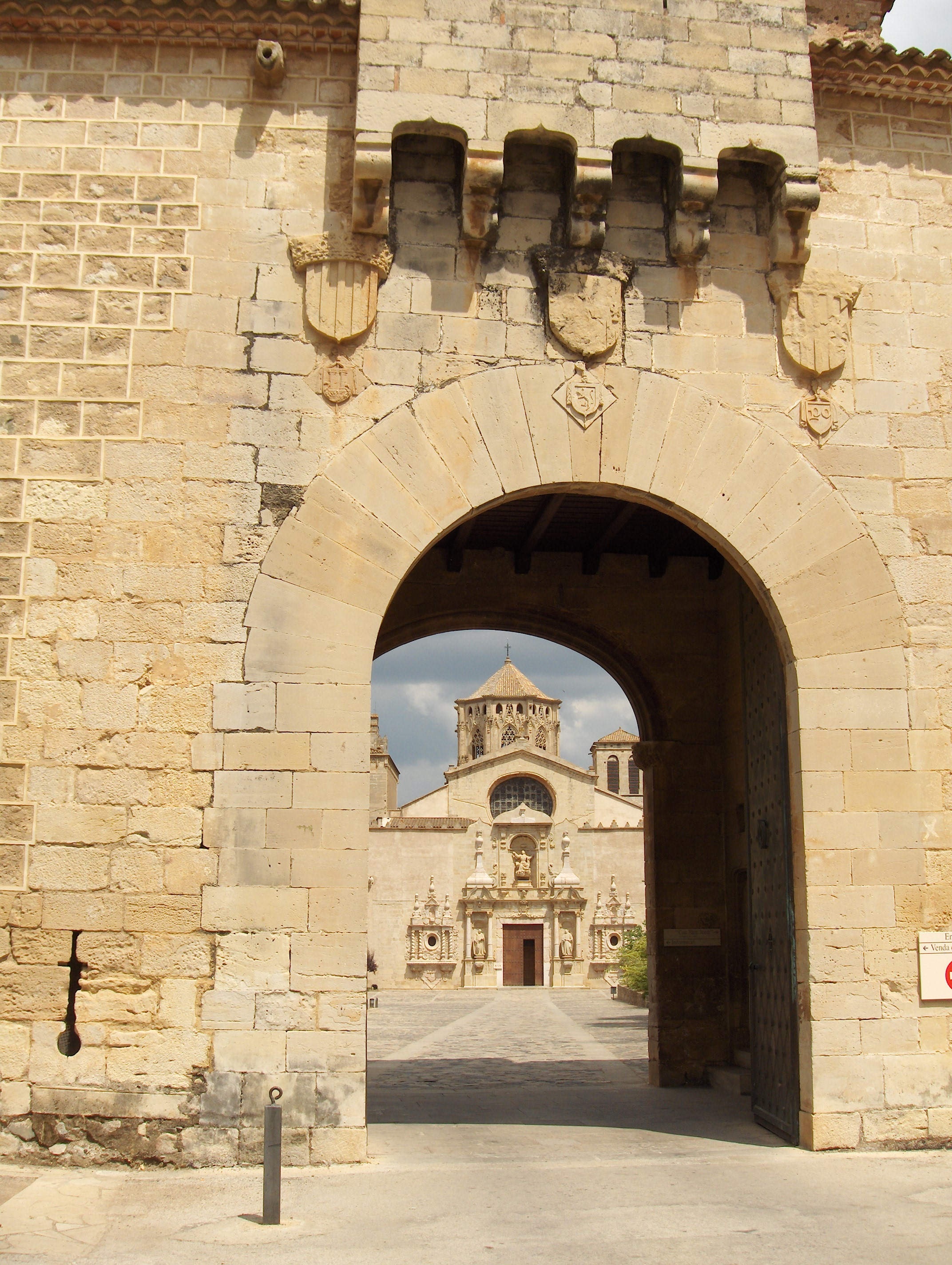
Porte d'entrée.
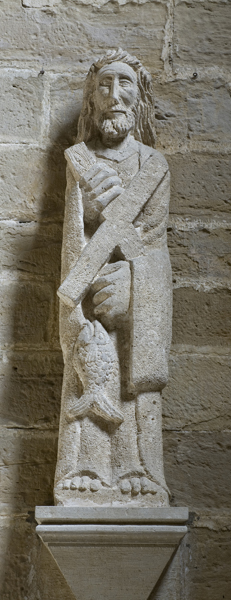
Statue de saint André.
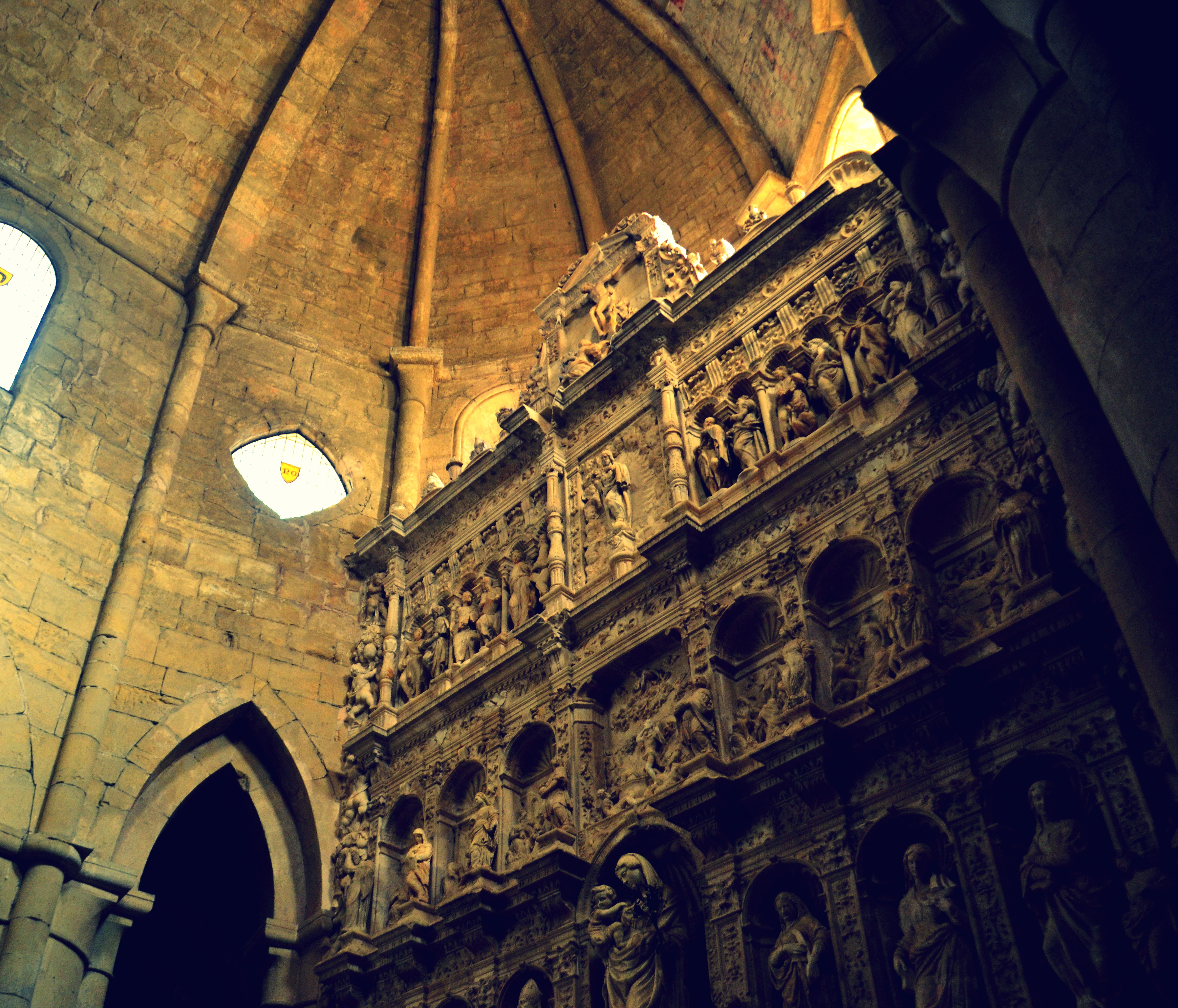
Le retable de pierre sculpté par Damián Forment.
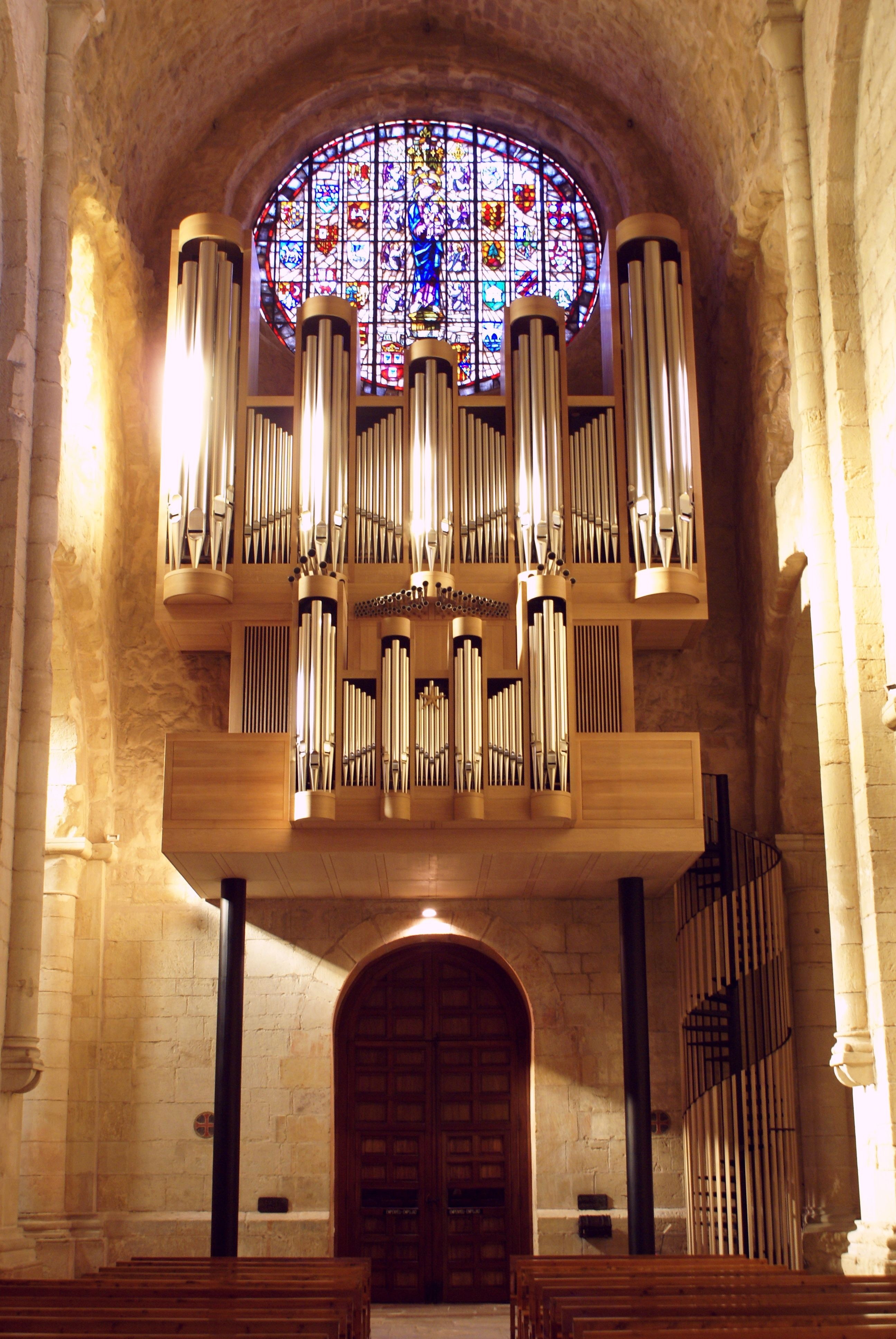
L'orgue de tribune de l'abbatiale.
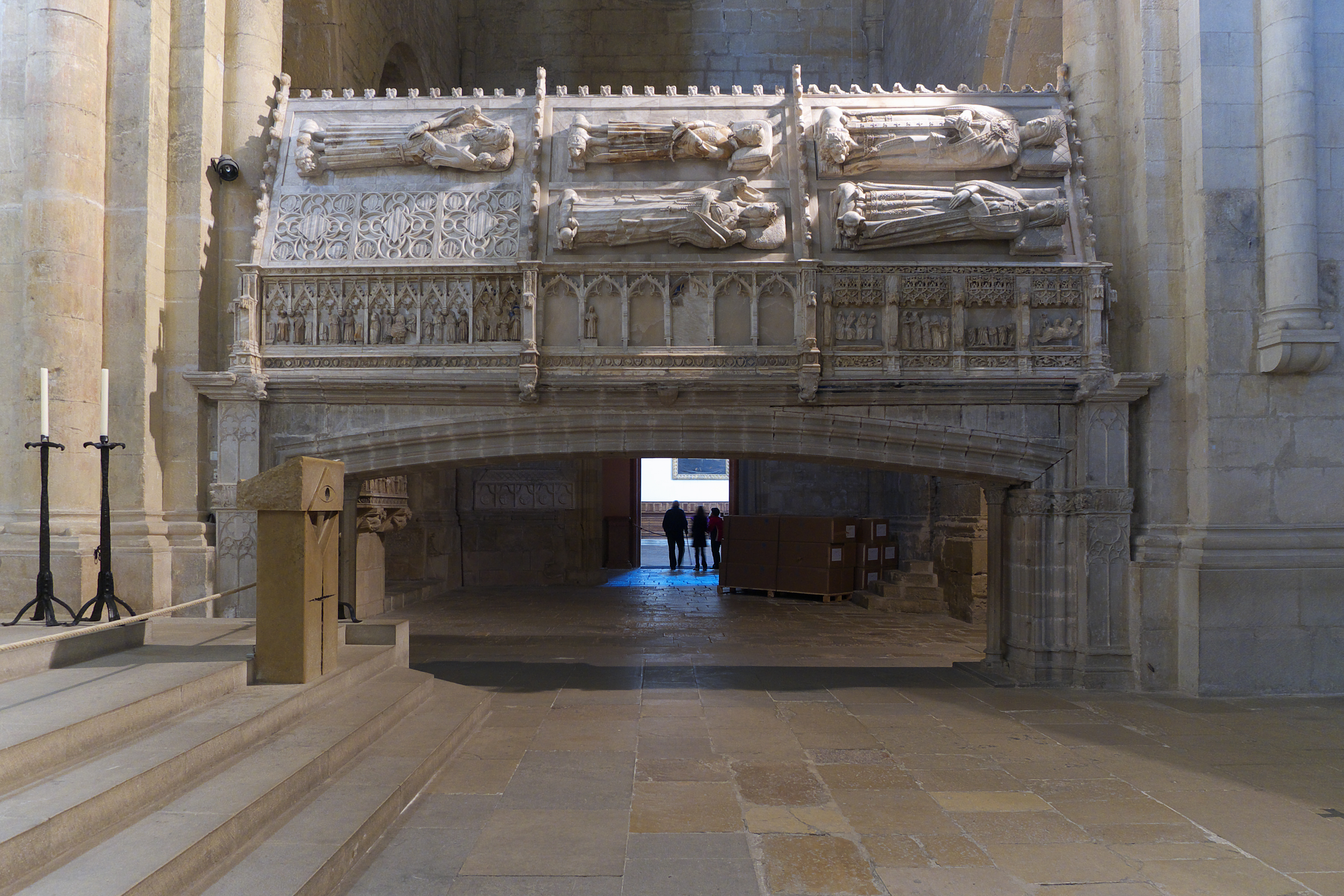
Tombes royales du monastère, avec entre autres celle de Jean II d'Aragon.
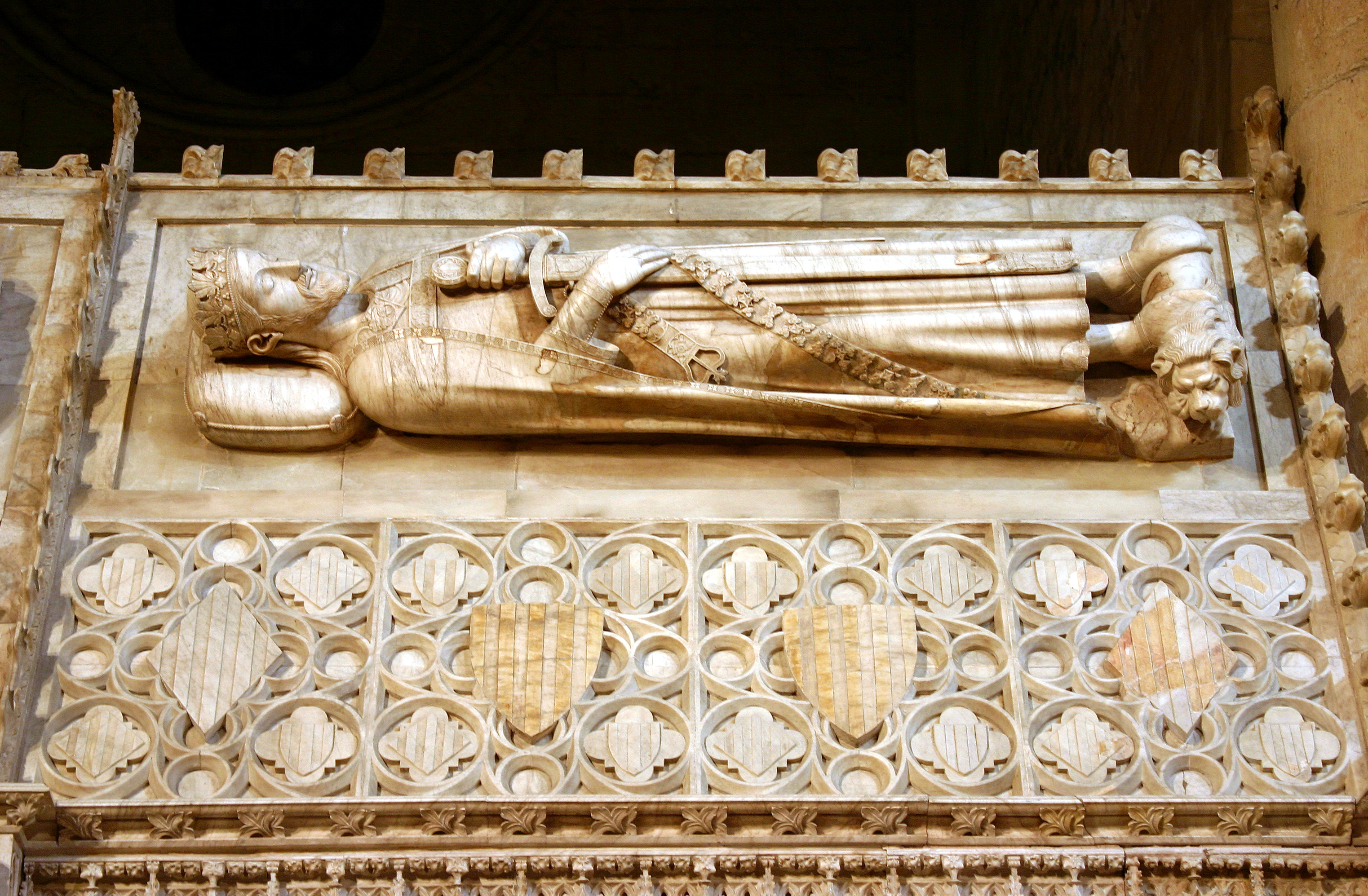
Tombe de Jacques Ier d'Aragon.
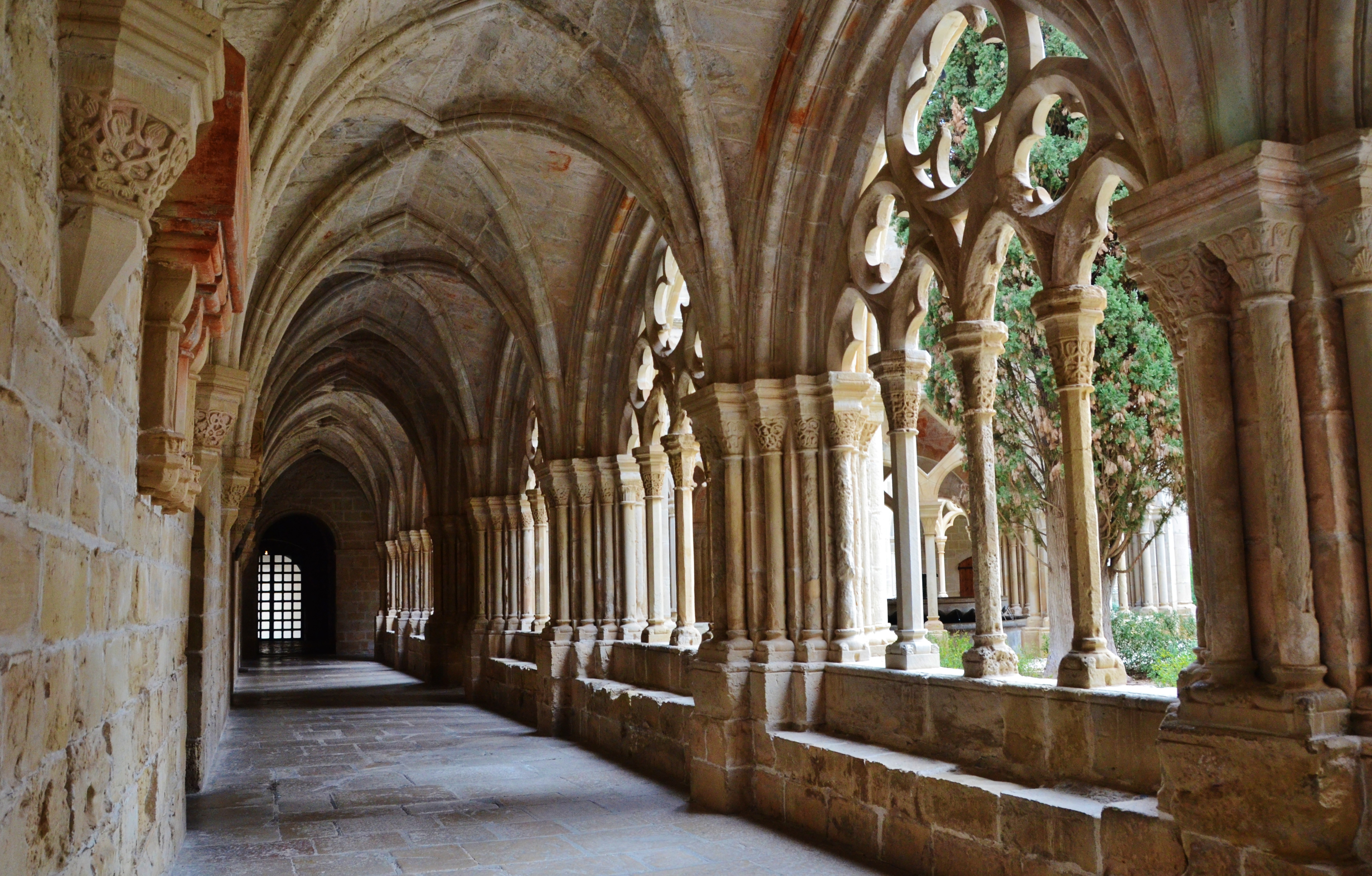
Le cloître de l'abbaye.